# Sphenomorphus papuae
Sphenomorphus papuae — вид сцинкоподібних ящірок родини сцинкових (Scincidae). Ендемік Нової Гвінеї.

## Поширення і екологія
Sphenomorphus papuae мешкають в горах Центрального хребта Нової Гвінеї. Вони живуть у вологих гірських тропічних лісах та на високогірних луках, на висоті понад 500 м над рівнем моря.